# Selena ¡vive! (álbum)
Selena ¡vive! es el álbum tributo y en vivo del concierto homenaje Selena ¡vive!, que se celebró en Houston, Texas por el décimo aniversario del fallecimiento de la cantante Selena, fue lanzado el 10 de mayo de 2005 a través de EMI Latin, y un mes después el 28 de junio de 2005 en formato DVD. 
Si bien en el concierto original participaron más artistas como Jennifer Lopez, Paulina Rubio y Ana Bárbara, en la versión del álbum solo se incluyeron las canciones que interpretaron los artistas que en aquella época estaban firmados a EMI Latin o EMI Music México, a excepción de la cubana Gloria Estefan que si fue incluida en el disco a pesar de estar firmada a Sony Music Latin.

## Listado de canciones
Selena ¡VIVE! CD

| N.º | Título                                                         | Escritor(es)                            | Productor(es)                | Duración |  |
| 1.  | «Tú, Solo Tú» (Interpretada por Ana Gabriel)                   | Felipe Valdes Leal                      | Ana Gabriel                  | 3:30     |  |
| 2.  | «Amor Prohibido» (Interpretada por Thalía)                     | Quintanilla III • Astudillo             | Estefano Productions         | 3:01     |  |
| 3.  | «El Chico del Apartamento 512» (Interpretada por Lucero)       | Ricky Vela • Quintanilla III            | Manuel Herrera Maldonado     | 3:29     |  |
| 4.  | «I Could Fall In Love» (Interpretada por Gloria Estefan)       | Keith Thomas                            | Emilio Estefan • Gaitan Bros | 4:26     |  |
| 5.  | «La Carcacha» (Interpretada por Selena)                        | Astudillo, Quintanilla III              | Quintanilla III              | 4:09     |  |
| 6.  | «Como Te Extraño» (Interpretada por Pete Astudillo)            | Astudillo • Quintanilla III • Joe Ojeda | Abraham Quintanilla          | 4:38     |  |
| 7.  | «Donde Quiera Que Estés» (Interpretada por Aleks Syntek y Fey) | K. C. Porter • Miguel Flores            | Aleks Syntek                 | 4:38     |  |
| 8.  | «Si Una Vez» (Interpretada por Alicia Villarreal)              | Quintanilla III • Astudillo             | Cruz Martínez                | 3:11     |  |
| 9.  | «Bidi Bidi Bom Bom» (Interpretada por Alejandra Guzmán)        | Selena • Astudillo                      | Manuel Herrera Maldonado     | 3:30     |  |
| 10. | «No Debes Jugar» (Interpretada por India)                      | Vela • Quintanilla III                  | Sergio George                | 3:50     |  |
| 11. | «Dreaming Of You» (Interpretada por Soraya y Barrio Boyzz)     | Franne Gold • Tom Snow                  | Abraham Quintanilla          | 4:45     |  |
| 12. | «Como La Flor» (Interpretada por Selena)                       | Quintanilla III • Astudillo             | Quintanilla III              | 3:03     |  |

Selena ¡VIVE! DVD

| N.º | Título                                                         | Escritor(es)                            | Duración |  |
| 1.  | «Amor Prohibido» (Interpretada por Thalía)                     | Quintanilla III • Astudillo             | 3:57     |  |
| 2.  | «No Debes Jugar» (Interpretada por India)                      | Vela • Quintanilla III                  | 3:58     |  |
| 3.  | «Si Una Vez» (Interpretada por Alicia Villarreal)              | Quintanilla III • Astudillo             | 3:22     |  |
| 4.  | «Tú, Solo Tú» (Interpretada por Ana Gabriel)                   | Felipe Valdés Leal                      | 4:00     |  |
| 5.  | «Como Te Extraño» (Interpretada por Pete Astudillo)            | Astudillo • Quintanilla III • Joe Ojeda | 4:50     |  |
| 6.  | «I Could Fall In Love» (Interpretada por Gloria Estefan)       | Keith Thomas                            | 4:30     |  |
| 7.  | «Bidi Bidi Bom Bom» (Interpretada por Alejandra Guzmán)        | Selena • Astudillo                      | 3:46     |  |
| 8.  | «Dreaming Of You» (Interpretada por Soraya y Barrio Boyzz)     | Franne Gold • Tom Snow                  | 4:45     |  |
| 9.  | «Donde Quiera Que Estés» (Interpretada por Aleks Syntek y Fey) | K. C. Porter • Miguel Flores            | 4:47     |  |
| 10. | «La Llamada» (Interpretada por Selena)                         | Quintanilla III • Astudillo             | 3:12     |  |
| 11. | «No Me Queda Más» (Interpretada por Pepe Aguilar)              | Ricky Vela                              | 4:12     |  |
| 12. | «Dreaming Of You» (Interpretada por Selena)                    | Keith Thomas                            | 4:23     |  |